# Tołkiny

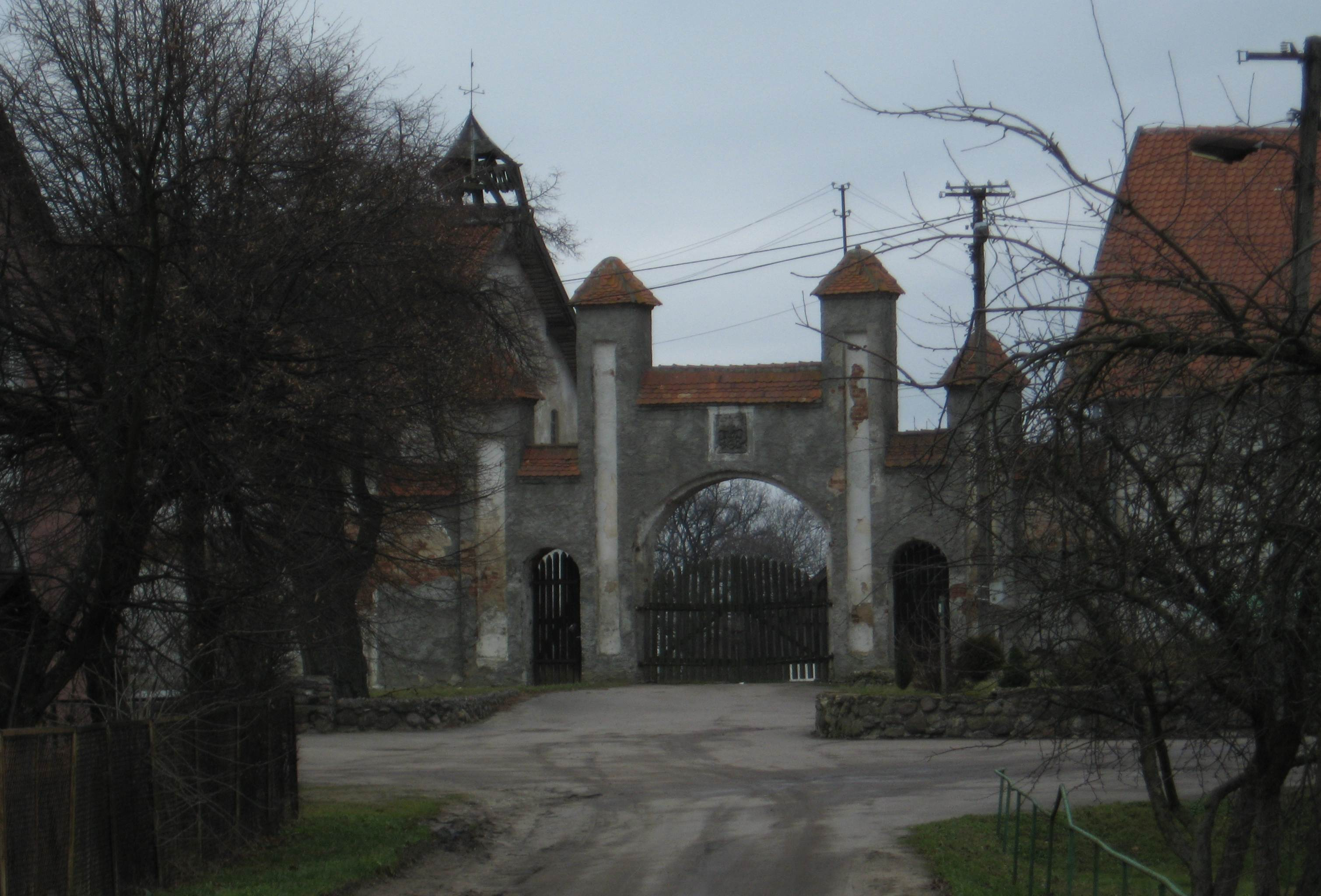
Brama pałacowa

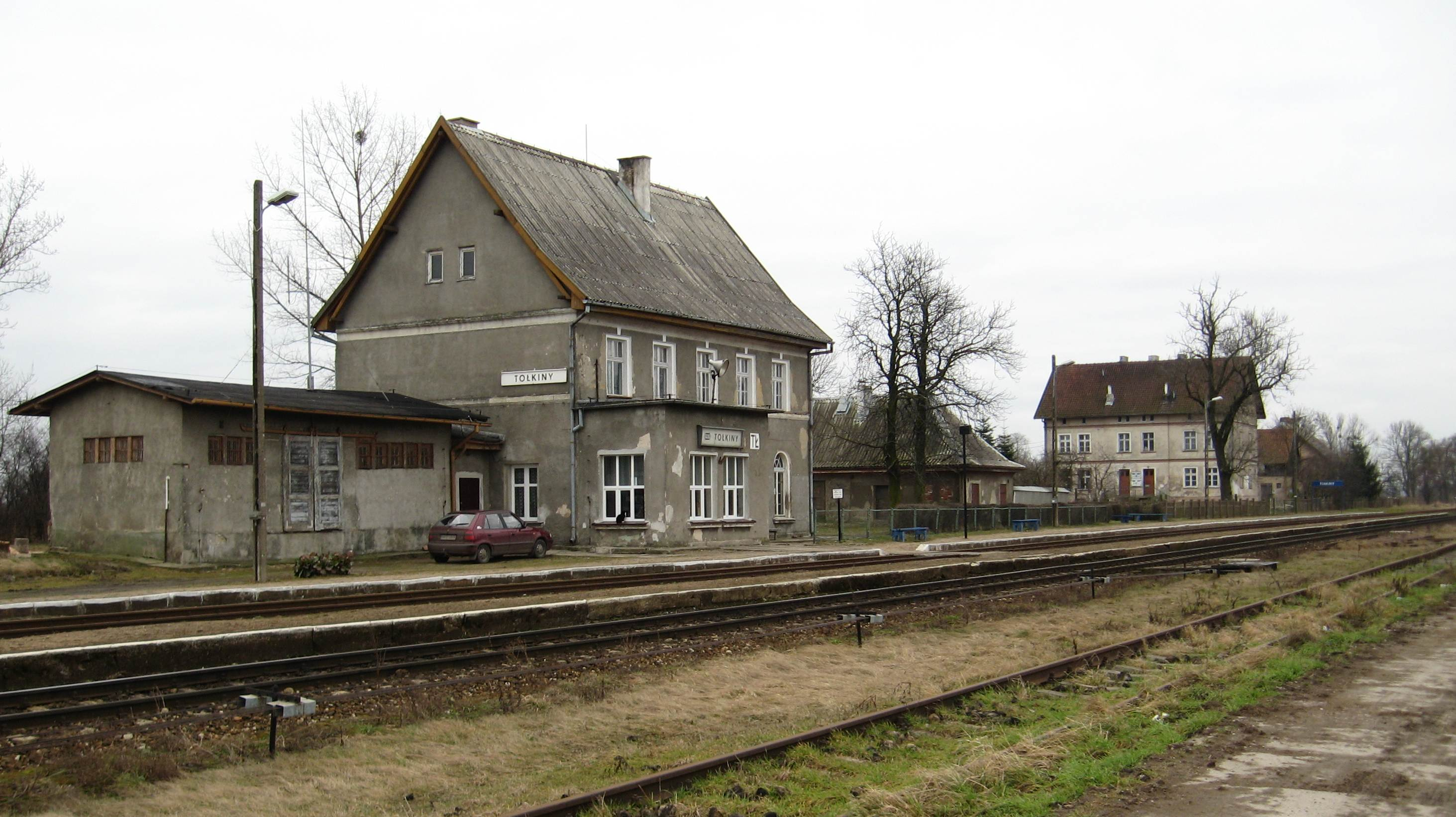
Stacja kolejowa

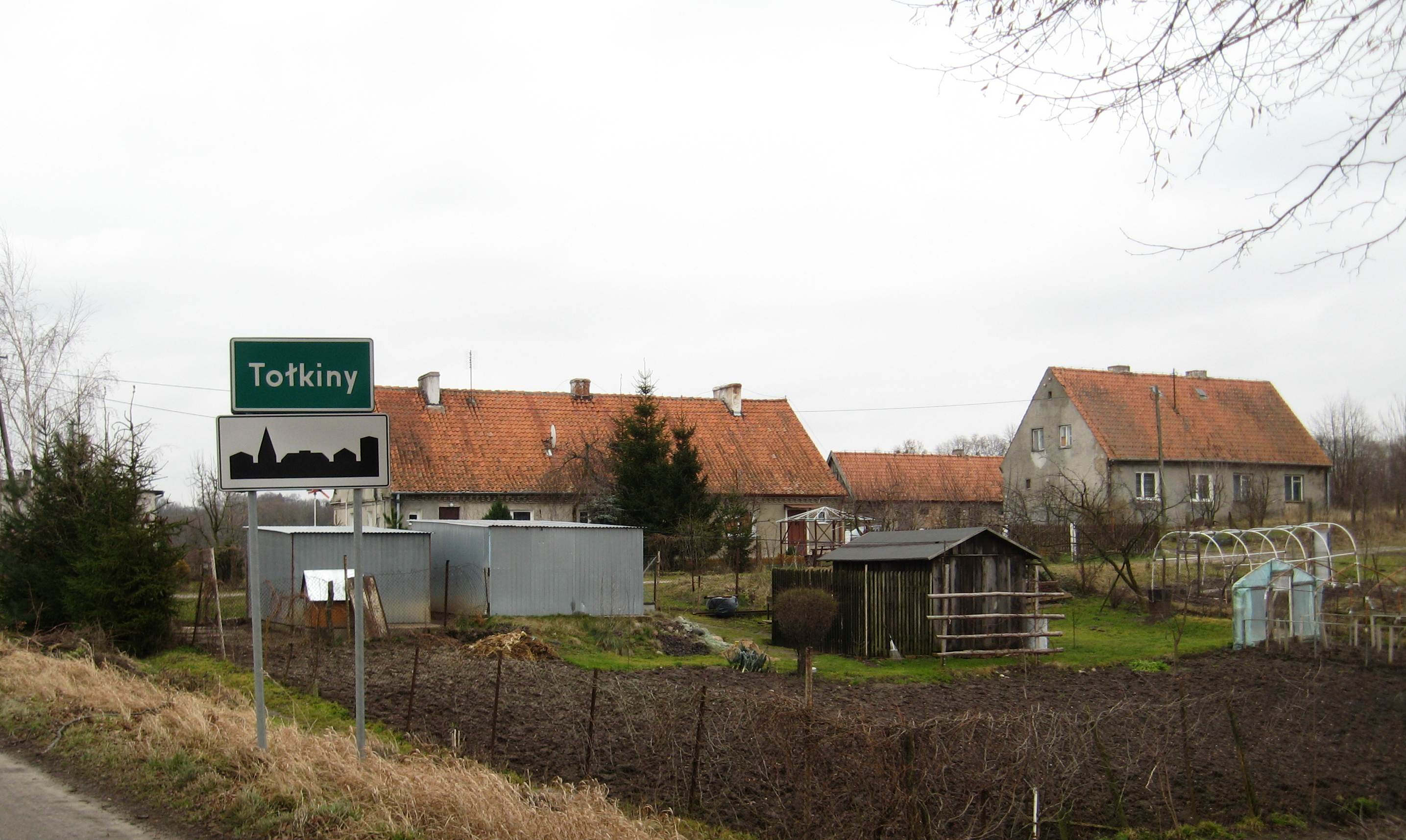
Zabudowa Tołkin

Tołkiny (niem. Tolkynen, Tolksdorf) – osada w Polsce położona w województwie warmińsko-mazurskim, w powiecie kętrzyńskim, w gminie Korsze. W latach 1975–1998 miejscowość administracyjnie należała do województwa olsztyńskiego. Osada jest siedzibą sołectwa, do którego oprócz Tołkin należą jeszcze: Chmielnik, Dzikowina i Starynia.

## Położenie geograficzne
Osada jest położona w południowej części gminy Korsze. Pod względem historycznym miejscowość leży w Prusach Dolnych, na obszarze dawnej pruskiej Barcji. Pod względem fizycznogeograficznym Tołkiny są położone na Pojezierzu Mrągowskim, z wyjątkiem okolic stacji kolejowej, które leżą na Nizinie Sępopolskiej. Na południe od osady rozciąga się Tołkiński Las (niem. Tolksdorfer Wald).
Przez osadę prowadzi kryta asfaltem droga powiatowa: nr 1691N łącząca Reszel z Dzikowiną, a także linia kolejowa nr 38: Bartoszyce – Korsze – Kętrzyn – Ełk – Białystok, z przystankiem kolejowym w Tołkinach.

## Historia
Nazwa wsi pochodzi od pruskiego słowa tolk – tłumacz (za Licharewą).
Pierwsze wzmianki o Tołkinach pochodzą z lat 1419 i 1440. Wieś była w posiadaniu rodziny Tolk do pierwszych lat XVI wieku, następnie prawie do końca XVII Tołkiny były w posiadaniu rodu zu Eulenburg z Prosny. Na przełomie XVII i XVIII w. wieś należała do rodu von der Groeben. Pod koniec XVIII w. wieś należała do przedstawiciela rodziny von Bonin, a później von Borcke. W roku 1929 majątek ziemski w Tołkinach miał powierzchnię 872 ha.
Ostatnia na Tołkinach przedstawicielka rodziny von Borcke zamężna była za zu Dohna-Schlobitten, który za udział w spisku związanym z zamachem na Hitlera stracony został 14 września 1944 w Berlinie. Wówczas Tołkiny zostały zarekwirowane, a w pałacu urządzono lazaret. Pałac w Tołkinach został spalony przez żołnierzy Armii Czerwonej w 1945 r.
Po 1945 r. w Tołkinach powstał PGR, który w ostatnim okresie jego funkcjonowania wchodził w skład PPGR Kombinatu Rolnego w Garbnie jako Zakład Rolny w Tołkinach.
Według jednej z hipotez tolkienistów przodkowie słynnego angielskiego pisarza J.R.R. Tolkiena wywodzili się z rodu Tolk i zamieszkiwali tereny dzisiejszych Tołkin.

## Zabytki
Do wojewódzkiego rejestru zabytków wpisane są obiekty:
- zespół pałacowy, XVIII-XIX: – brama, – most, pocz. XIX; obora, XVIII/XIX; stodoła, XIX; park, pozostałości ruin pałacu z XVI w. Pałac w Tołkinach przebudowany był w 1650 r. i w pierwszej połowie XVIII w., a w połowie XIX w. dobudowano ryzality boczne.
- kościół, przed reformacją był to kościół filialny parafii w Kraskowie (około roku 1528). Po reformacji, wraz z Kraskowem kościół w Tołkinach został włączony do ewangelickiej parafii w Garbnie. Po II wojnie światowej przejęli go katolicy. Współcześnie kościół pw. Matki Bożej Ostrobramskiej w Tołkinach należy do parafii w Garbnie. Jest to świątynia gotycka, o charakterze obronnym, z przełomu XIV i XV wieku, wzniesiona na wzgórzu. Kościół salowy, z zakrystią od strony północnej, murowany jest z cegły, na kamiennej podmurówce. W przyziemiu posiada ostrołukowy portal o obramieniu uskokowym. Wieża dobudowana została w XV w. a podwyższono ją w XVI i ponownie w XIX w. Wewnątrz świątyni umieszczona jest tablica ku czci hrabiego Henryka zu Dohne-Tolksdorf, który był zamieszany w przeprowadzony 20 lipca 1944 zamach na Adolfa Hitlera, za co go powieszono[12].